# Prosopistoma deguernei
Prosopistoma deguernei is een haft uit de familie Prosopistomatidae. De wetenschappelijke naam van de soort is voor het eerst geldig gepubliceerd in 1893 door Vayssière.
De soort komt voor in het Afrotropisch gebied.